# Van Nellefabriek

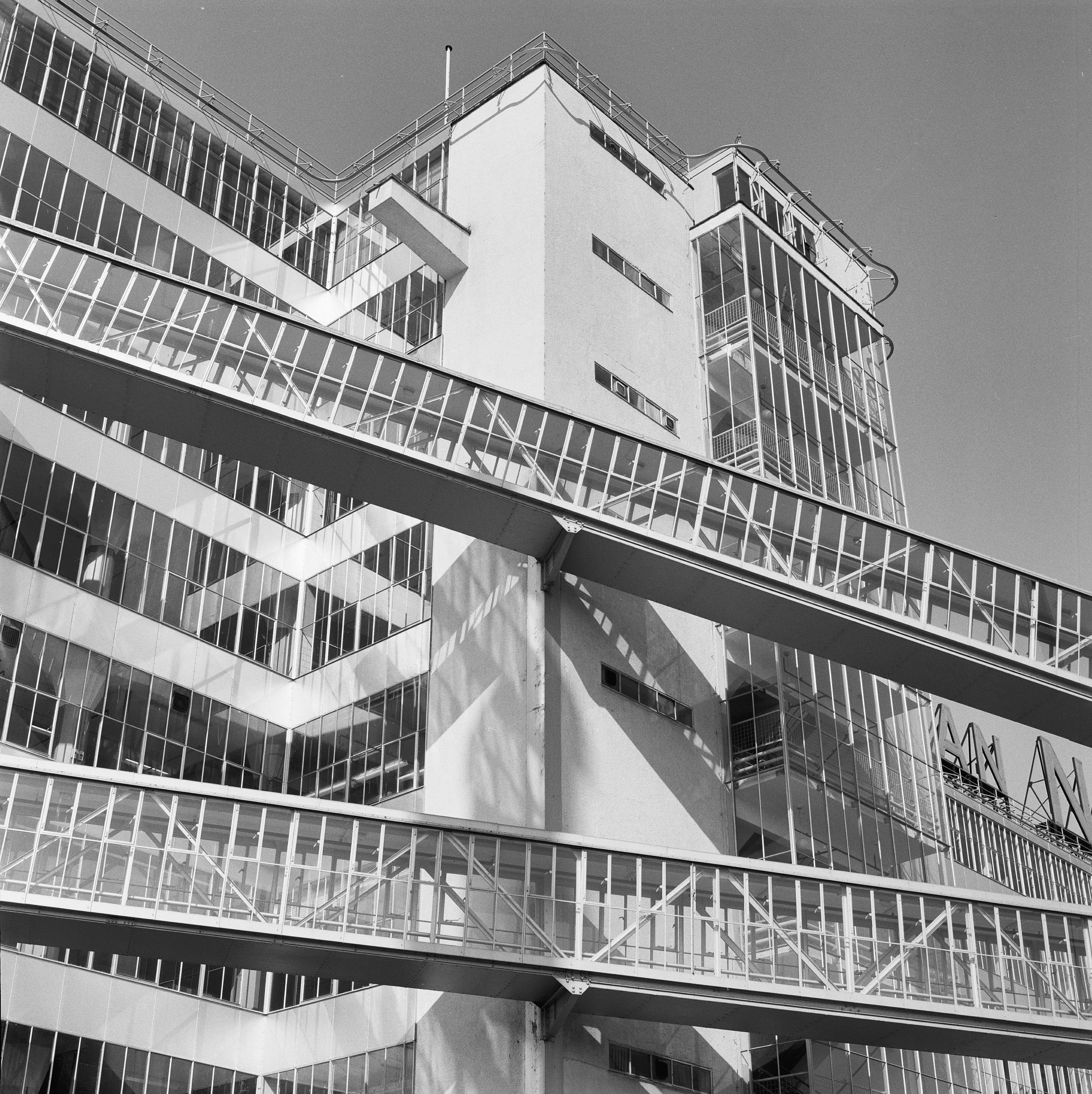
Exterieur met luchtbruggen komend uit de tabaksfabriek richting expeditiegebouw (Schiegebouw).

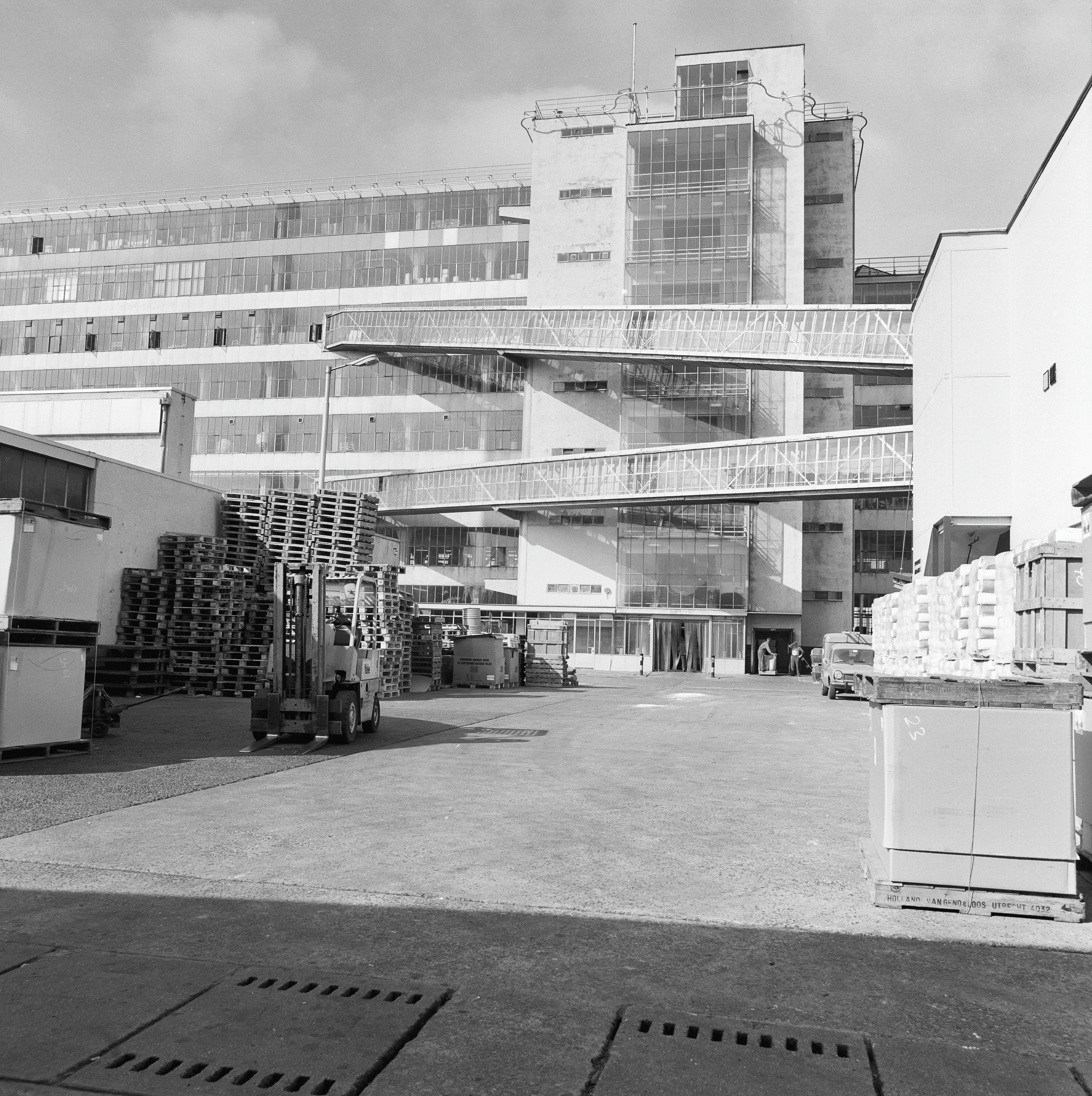
Gedeelte van de tabaksfabriek.

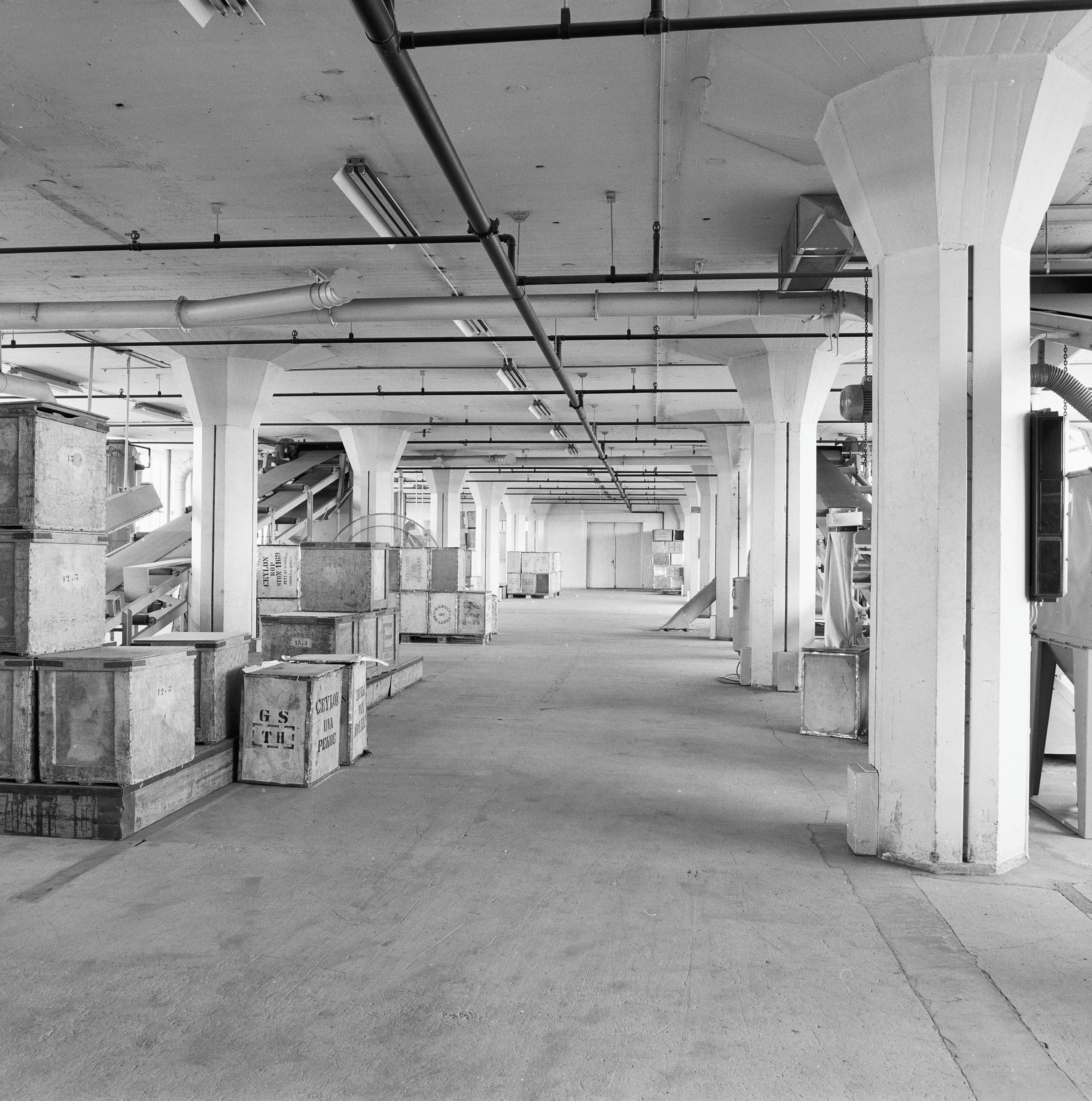
Interieur met opslagplaats voor thee.

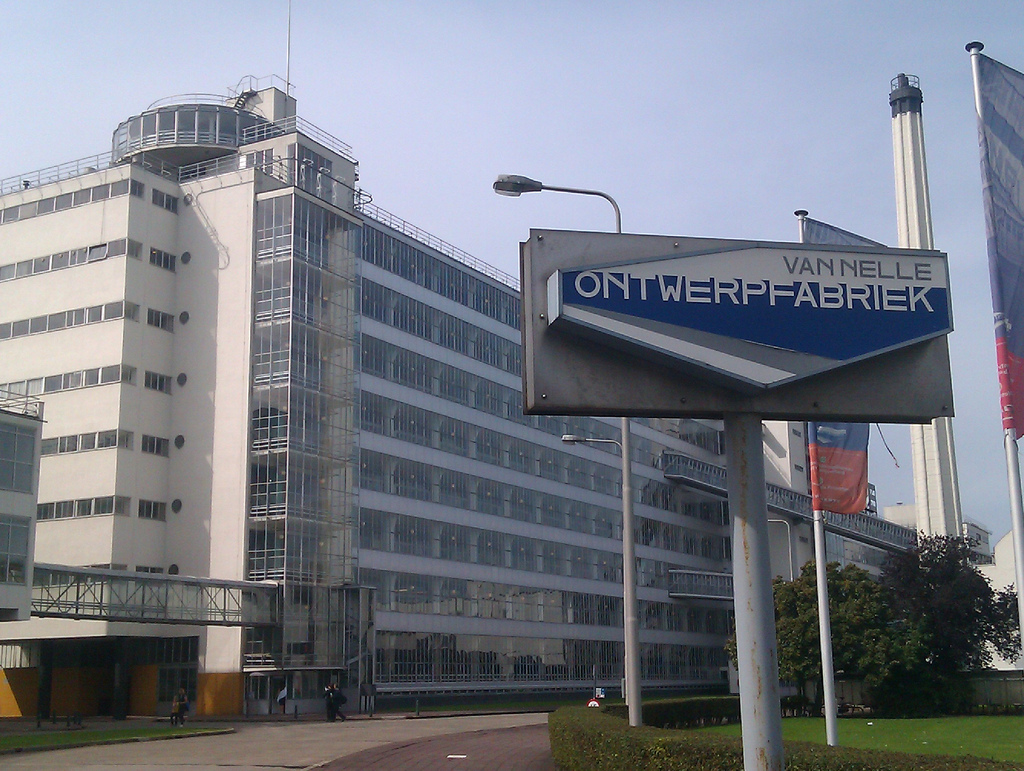
De Van Nellefabriek - Ontwerpfabriek

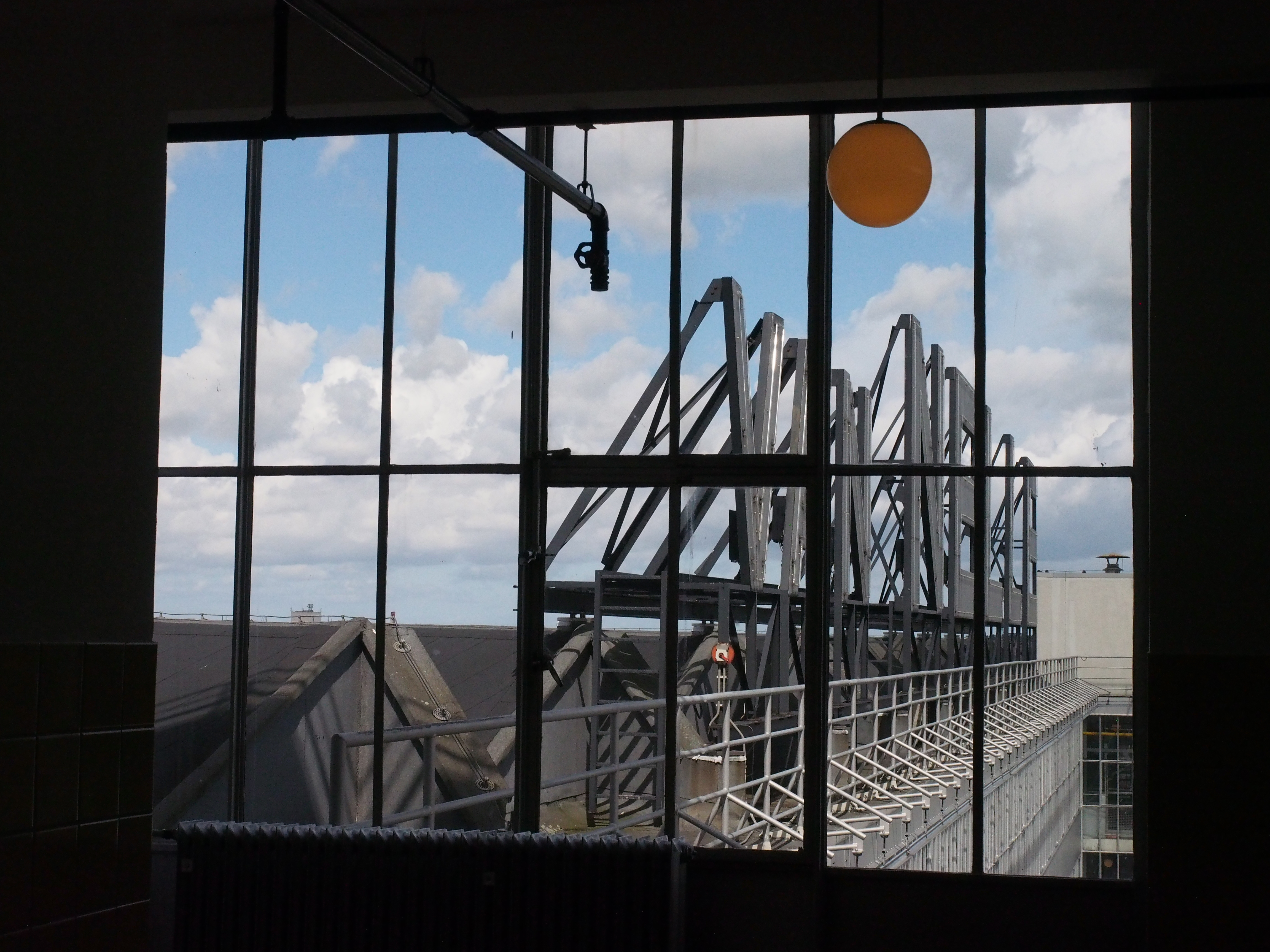
Neonletters Van Nelle vanuit het gebouw gezien.

De voormalige Van Nellefabriek aan de Delfshavense Schie in Rotterdam geldt als het voornaamste industriële monument in Nederland. Dit is als zodanig ook wereldwijd erkend, toen het in juni 2014 tot UNESCO werelderfgoed werd verklaard.

## Architectuur
De voormalige fabriek van firma Van Nelle, ontworpen door Leendert van der Vlugt van het architectenbureau Brinkman & Van der Vlugt in samenwerking met constructeur Jan Wiebenga, is een schoolvoorbeeld van het nieuwe bouwen. Het complex werd tussen 1927 en 1930 onder leiding van Cees van der Leeuw gebouwd.
Het complex bestaat uit gebouwen met gevels van voornamelijk staal en glas waarbij op grote schaal het gordijnmuurprincipe is toegepast. De fabriek werd gezien als ‘ideaal’; hij was open naar buiten toe en het daglicht werd gebruikt voor aangename werkomstandigheden. De Van Nellefabriek belichaamt de nieuwe fabriekssoort die symbool werd van de modernistische en functionalistische cultuur van de tussenoorlogse periode. De fabriek getuigt ook van de lange Nederlandse handels- en industriegeschiedenis op het gebied van import, industriële verwerking en het vermarkten van voedselproducten uit tropische landen naar Europa.
De grond voor de fabriek werd in 1916 gekocht door de firma Van Nelle. Het was een terrein langs de Schie in de toenmalige gemeente Overschie. 

## Bedrijvigheid in de 21ste eeuw
De Van Nellefabriek biedt onderdak aan uiteenlopende bedrijven. Daarnaast wordt een aantal ruimten gebruikt voor vergaderingen, congressen en evenementen. Het complex is niet vrij toegankelijk voor toeristische bezoekers, groepen kunnen met een gids het pand bezichtigen. Sinds 2017 is er een bezoekerscentrum met tentoonstelling ingericht

## Chronologie

### 1910-1919
- 1911: Walter Gropius en Adolf Meyer ontwerpen in Duitsland de eerste fabriek in de stijl van het functionalisme en tevens de vroegste voorloper van de nieuwe Van Nellefabriek: de Fagusfabriek.
- 1913: Marten Mees, van Nelle-firmant Kees van der Leeuw, bankier Van der Mandele en architect Michiel Brinkman richten het studiegenootschap annex sociëteit "De Rotterdamsche Kring" op. Ontwerper Willem Gispen en architect van der Vlugt (beiden zullen later betrokken zijn bij de bouw en inrichting van de Van Nellefabriek) worden lid.
- 1914: Eerste notities van Kees van der Leeuw over de voorwaarden (corporate identity, locatie, infrastructuur) voor, alsmede de sociaal-maatschappelijke context van een nieuwe fabriek.
- 1916: Aankoop door Kees van der Leeuw van het eerste grondstuk in de Spaanse Polder (in samenwerking met medefirmant Henri Canters en adviseur Michiel Brinkman, architect).
- 1917: Kees van der Leeuw na mediatie door bankier Van der Mandele benoemd tot medefirmant van de firma De erven de weduwe J. van Nelle met als specifiek werkterrein: de ontwikkeling van een nieuwe fabriekscomplex voor het bedrijf.
- 1919: Ontstaan van een langlopend conflict met de gemeente Rotterdam over de bestemming van het op het grondgebied van de (toen nog) zelfstandige gemeente Overschie gelegen Van Nelle-terrein.

### 1920-1929
- 1920: Architectenvereniging "De Opbouw" in Rotterdam door architecten Michiel Brinkman en Willem Kromhout opgericht (samen met leden als Oud, Stam en van der Vlugt een belangrijke impuls voor de opkomst van het nieuwe bouwen in Rotterdam).
  - Aankoop tweede grondstuk in de Spaanse Polder in samenwerking met medefirmant Henri Canters en adviseur Michiel Brinkman (probleem: het toekomstig bouwterrein loopt spits toe, laat nog geen economische bebouwing toe).
- 1923: Ir. J.G. Wiebenga bouwt samen met Van der Vlugt de MTS in Groningen, het eerste gebouw in de stijl van het nieuwe bouwen en tevens een pionierswerk voor het bouwen met gewapend beton in Nederland. Dit gebouw valt zeer in de smaak bij Kees van der Leeuw.
  - Michiel Brinkman krijgt opdracht voor het ontwerp van het nieuwe fabriekscomplex ("Het Algemeen Plan") en zijn nog aan de TH in Delft studerende zoon Jan Brinkman wordt betrokken bij de berekeningen in verband met het opspuiten van het laag gelegen grondstuk.
- 1924: Afronding aankoop derde en laatste grondstuk in samenwerking met medefirmant Henri Canters en adviseur Michiel Brinkman: het totale bouwterrein is nu nagenoeg vierkant.
  - De baggeraars van Adriaan Volker beginnen met het drie meter opspuiten van het grondstuk met slib uit de Merwehaven, die dan gegraven wordt.
- 1925: Brinkman senior zakt op straat in elkaar en overlijdt, 52-jarig, ter plekke.
  - Brinkman junior breekt zijn studie af om het werk van zijn vader over te nemen en volgt de suggestie van Kees van der Leeuw te fuseren met Leen van der Vlugt.
  - De voltallige Van Nelle-top, inclusief de tachtigjarige firmant Koos van der Leeuw, bezichtigt de bijna 90.000 m² grote zandvlakte: het opgespoten, toekomstige bouwterrein moet alleen nog inklinken vanwege de slappe veengrond eronder.
- 1926: Kees van der Leeuw maakt een studiereis door de Verenigde Staten.
  - Het begin van de bouw betekent pionierswerk bij het heien van palen van gewapend beton, tot dan had men daar geen ervaring mee in Nederland. De eerste, bijna 20 meter lange, heipalen worden ingeheid, weer getrokken, onderzocht in aanwezigheid van inspecteurs van de overheid, weer ingeheid, weer getrokken, weer onderzocht en dan definitief ingeheid. Vele honderden, ter plekke op het middelste deel van het terrein vervaardigde, palen zullen nog volgen.
  - Het eerste beton voor de fundering wordt op 8 oktober in een feestelijke entourage door Van Nelle-patriarch Koos van der Leeuw gestort.
- 1927: Kees van der Leeuw verklaart officieel de sportvelden (tennis, voetbal) met het door van der Vlugt ontworpen "voetbalhuisje" op het achterste deel van het terrein voor geopend.
- 1928: Tabaksfabriek gereed, eerste proefopstellingen van apparatuur en machines uitgetest.
  - Leen van der Vlugt stelt aan Kees van der Leeuw de bouw van een uitzichtpunt in de vorm van een bonbonnière boven op de gereedgekomen tabaksfabriek voor.
  - Spin-off 1 van de Van Nellefabriek gereed: het door Van der Vlugt ontworpen woonhuis voor firmant Kees van der Leeuw in Kralingen.
- 1929: Ketelhuis en kantoorgebouw zijn gereed.
  - De Tabaksfabriek wordt in januari in gebruik genomen.
  - Beurskrach in New York leidt tot aanpassing van de bouwplannen.
- Het hele bouwproces wordt uitgebreid gefotografeerd door Jan Kamman, de vaste, externe fotograaf van bureau Brinkman & Van der Vlugt.

### 1930-1939
- 1930: Bouw fabriekscomplex is voltooid.
  - Aanleg (vanwege de Luchtvaartwet met speciale ontheffing van de Minister van Verkeer en Waterstaat) van een landingsstrip voor het vliegtuig van firmant Dick van der Leeuw.
  - Firma de erven de Weduwe J. van Nelle telt 1722 medewerkers, meer dan ooit tevoren.
- 1931: Spin-off 2 van de Van Nellefabriek gereed: het door Van der Vlugt ontworpen woonhuis voor algemeen procuratiehouder Koffie en Thee, Matthijs de Bruyn, in Schiedam is gereed.
- 1932: Een van de grote architecten van de twintigste eeuw, de Zwitser Le Corbusier bezoekt de Van Nellefabriek en toont zich enthousiast in zijn commentaar: "U heeft in Rotterdam een schitterend bewijs van het leven dat komt! Van een puurheid, zo onvoorwaardelijk zuiver!".
- 1933: Spin-off 3 van de Van Nellefabriek gereed: het door Van der Vlugt ontworpen woonhuis voor algemeen procuratiehouder Tabak, Bertus Sonneveld in Rotterdam-Centrum. Dit Huis Sonneveld is nu een drukbezocht museum.

### 1940-1949
- 1940: Gebouwencomplex in de binnenstad vernietigd door bombardement.
  - Verdwaalde bom ontploft bij de garage.
- 1942: Aankoop strook grond langs de Delfshavense Schie, conflict uit 1919 met Gemeente Rotterdam beëindigd.
  - Het buitenterrein wordt, vanwege de toenemende voedselschaarste, omgevormd tot tuinderij waar groente voor het personeel gekweekt wordt.
- 1943: Bommen op en rond de koffiefabriek, 2 doden, 3000 ruiten gesneuveld, vele gewonden, waaronder de directeuren de Bruyn en Sonneveld.
  - Bouw van 9 pakhuizen langs de Delfshavense Schie.
- 1944: Van Nellefabriek gesloten, productie gestaakt vanwege gebrek aan grondstoffen.
- 1946: Productie van koffie, thee en tabak langzamerhand weer opgestart.
- 1949: Start sigarettenproductie in Van Nellefabriek - "Number One".

### 1950-1989
- 1950: Start kauwgomproductie in Van Nellefabriek - "Chiclets".
- 1954: Familie van der Leeuw treedt uit de firma, geen verbinding meer met de fabriek.
- 1956: Start productie in de Van Nellefabriek van pudding in poedervorm - "Saroma".
- 1962: Start productie in de Van Nellefabriek van vacuüm verpakte koffie - "Supra".
- 1967: Bouw van nog eens 3 (gelijksoortig met de 9 uit 1942) pakhuizen langs de Delfshavense Schie.
- 1976: Van Nellefabriek in Amerikaanse handen: Standard Brands neemt Van Nelle over.
- 1983: Van Nellefabriek weer in Nederlandse handen: grootste managementbuy-out tot dan toe.
- 1985: Van Nellefabriek geregistreerd als Rijksmonument.
- 1987: Van Nellefabriek in handen van Sara Lee/Douwe Egberts.

### 1990-1999
- 1990: Opgenomen in de 'Top 100 van de Rijksdienst voor de Monumentenzorg'.
- 1991: Restauratie Tearoom (de "Bonbonnière" boven op de Tabaksfabriek).
- 1995: Besluit om alle productie in de Van Nellefabriek te stoppen.
- 1996: Overleg tussen Sara Lee/Douwe Egberts en diverse overheden over herbestemming.
  - na zware selectie van 18 verschillende concepten wordt het concept Van Nelle Ontwerpfabriek van Eric Gude ( Property Conversion) i.s.m. twee dochters van Volker Wessels (KWP en POB) gekozen als beste.
  - Diverse kopers, waaronder Bouwbedrijf Koninklijke Volker Wessels Stevin, melden zich voor het gebouwencomplex aan de Delfshavense Schie.
- 1998: De inmiddels opgerichte BV Ontwerpfabriek koopt het Van Nelle-complex.
- 1998: De Maatschap Van Nelle Ontwerpfabriek (Property Conversion, KWP & POB) sluit een ontwikkelingscontract met BV Ontwerpfabriek en start met de ontwikkeling.
  - Besluit de Van Nellefabriek te nomineren voor de "inscription on the Unesco World Heritage List" van de UNESCO.
- 1999: Wessel de Jonge wordt gekozen als coördinerend architect voor de renovatie. De overige architecten waren Claessens Erdmann Architecten uit Amsterdam, Molenaar & van Winden uit Delft & DS landschapsarchitecten uit Amsterdam.
- 1999: De Maatschap VNOF creëert haar eigen opdrachtgever i.v.v. de CV Van Nelle Ontwerpfabriek (780 private participanten). Het doel hiervan was om het complex bij volledige bezetting te verkopen aan een geschikte partij/institutionele belegger.

### 2000-2009
- 2001: Eerste huurders betrekken het inmiddels gerenoveerde deel van de Van Nelle Ontwerpfabriek.
- 2003: Besluit Nominatie voor Werelderfgoedlijst op te schorten vanwege het toetreden van voormalig staatssecretaris van Cultuur, Rick van der Ploeg, tot het Commissie voor het Werelderfgoed in Parijs.
- 2004: Voorzitter Barroso van de Europese Commissie bezoekt conferentie in de Van Nelle Ontwerpfabriek.
- 2008: De Ontwerpfabriek ontvangt prestigieuze prijs van de EU-organisatie "Europa Nostra" voor de kwaliteit van de renovatie en voorbeeldig hergebruik van het Europees Cultureel erfgoed Van Nellefabriek.
  - Conferentie met onder anderen H.K.H. Prinses Maxima en voormalig VS-president Bill Clinton in de Van Nelle Ontwerpfabriek.

### 2010-2018

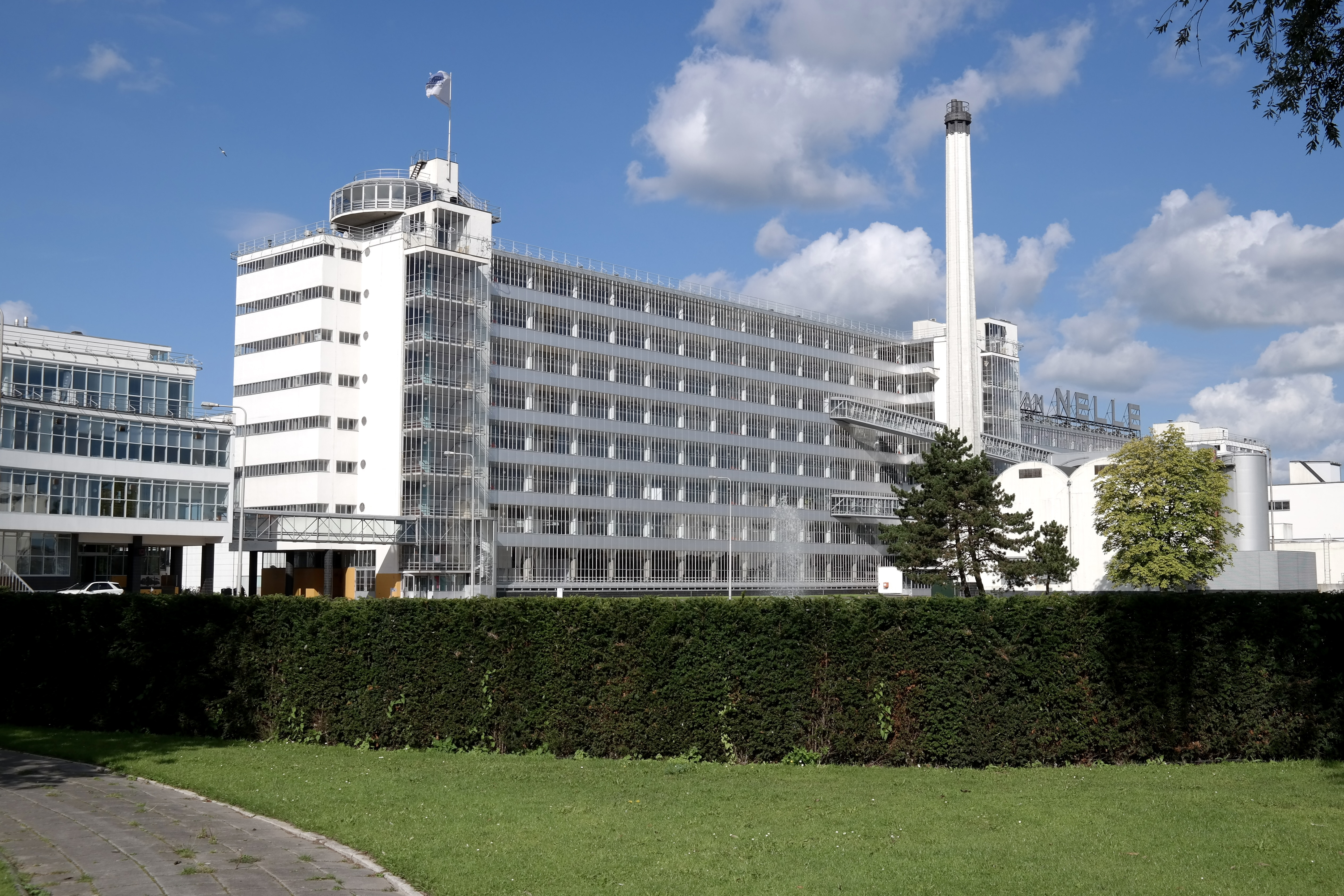
De Van Nellefabriek gezien vanuit zuidoostelijke richting

- 2010: Naar aanleiding van een aanbeveling van de Commissie Herziening Voorlopige Lijst werelderfgoed onder leiding van ir. J.M. Leemhuis-Stout wordt besloten tot reactiveren van de nominatie voor de Werelderfgoedlijst van de UNESCO.
- 2011: Een werkgroep met specialisten vanuit Rijk en Gemeente, bijgestaan door een comité van externe experts en gefaciliteerd door de Van Nelle Ontwerpfabriek, beginnen met het voorbereiden van het "Statement of Outstanding Universal Value": de officiële nominatie volgens strikte UNESCO-voorschriften die wereldwijd gehanteerd worden.
  - Eind oktober bezoekt burgemeester Aboutaleb de fabriek en zegt steun toe bij de verdere ontwikkelingen rond de nominatie van de Ontwerpfabriek
  - Medio december houden de wethouders een buitengewone vergadering in de Van Nelle Ontwerpfabriek over de rol van de gemeente Rotterdam als mede-siteholder (lokale beheerder in de relatie met UNESCO) en stemmen hiermee in.
  - Tweede Kamer keurt eind december het eindconcept van het dossier goed (de regering namens het Koninkrijk der Nederlanden dient het verzoek in)
- 2013: Op 24 januari wordt in de voormalige Branderij van de fabriek ten overstaan van vele genodigden aan minister Jet Bussemaker het definitieve nominatiedossier overhandigd.
  - Bij die gelegenheid worden twee convenanten ondertekend.
    - De eerste overeenkomst is tussen de gemeente Rotterdam en de eigenaar van het complex, die beiden zullen gaan optreden als co-siteholders.
    - De tweede is tussen Rijksdienst voor het Cultureel Erfgoed (RCE), gemeente Rotterdam en stichting Vrienden Van Nellefabriek over het begeleiden van de gevolgen van de benoeming tot werelderfgoed met betrekking tot aspecten als toeristische functie/bezoekerscentrum, bereikbaarheid, duurzaamheid, inbedden in city-marketing Rotterdam.

  - Op 28 januari is het nominatiedossier in Parijs namens de regering door de Nederlandse permanent vertegenwoordiger bij de UNESCO met een delegatie onder leiding van de Rotterdamse wethouder van Cultuur, Antoinette Laan, bij de UNESCO aangeboden.
    - In opdracht van de UNESCO gaat The International Council on Monuments and Sites (ICOMOS), een onafhankelijke non-gouvernementele organisatie, ter plekke het dossier beoordelen.
- 2014: Op 21 juni is tijdens de 38e sessie van de Commissie voor het Werelderfgoed te Doha de definitieve beslissing genomen tot het benoemen van de Van Nellefabriek tot UNESCO Cultural World Heritage Site. Het positieve oordeel betekent dat de Van Nellefabriek voor de hele wereld onvervangbaar en van uitzonderlijk belang geacht wordt en is daarom op de UNESCO Werelderfgoedlijst geplaatst.[3]
- 2018: Op 1 februari 2018 werd de Van Nellefabriek verkocht aan investeerder Virgata[4], opgericht door Jordi Goetstouwers Odena, een Belg met Spaanse wortels.[5][6] In 2018 dreigde de stichting Werelderfgoed Van Nellefabriek[7], een kleinschalig privé-initiatief van Leonard Kooy, met een juridisch conflict tegen de nieuwe eigenaar en de gemeente Rotterdam.[8]